# 黒い雪事件
黒い雪事件（くろいゆきじけん）とは、武智鉄二監督の映画『黒い雪』のわいせつ性が、刑事裁判において問題となった事件である。

## 事件の概要
映画『黒い雪』の公開上映について、この映画を監督した映画監督の武智鉄二と、映画を配給した日活株式会社の配給部長が、刑法第175条（わいせつ図画公然陳列罪）で起訴された。一般映画館で上映される映画で、なおかつ、映倫管理委員会（映倫）の審査を通過していた映画が、初めてわいせつであるとしてわいせつ図画公然陳列罪で起訴された事例であり、社会的関心を集めた。
検察官の公訴事実によれば、『黒い雪』の映像中、
1. 売春宿の一室で、裸の黒人兵と売春婦ユリとが同きんする場面
2. 売春宿の一室で、外国人の男が売春婦となった皆子の水揚げを行う場面
3. 映画館内の客席において、次郎が静江の下半身に手をふれ、静江が目をとじ、首を左右に振りながら、長くあえぎもだえる場面
4. 売春宿の一室で、次郎の友人黒瀬に犯された静江が半狂乱となり、全裸のままで戸外に飛び出し、基地周辺を走る場面
5. 次郎、黒瀬、山脇の三人の男が次郎の叔母由美の経営するバーを襲って、同女を犯す場面
6. 売春宿の一室で、売春婦英子が次郎に乳首を吸わせる場面

などが、問題となるわいせつなシーンとして挙げられた。
一審の東京地裁は、『黒い雪』がわいせつ図画とはいえないとして被告人2名を無罪とした。そのため、東京地方検察庁が控訴した。

## 判決
二審の東京高裁は、『黒い雪』自体がわいせつ図画であるとはしつつも、被告人2名がわいせつ図画公然陳列罪の犯意（犯罪の故意）を欠くとの理由から、やはり無罪とした。無罪とした理由の要旨は、
- 映倫制度発足（昭和24年）以来、本件発生当時に至るまで16年間、一度として審査を通過した映画の上映について刑事訴追がない実状から、修正、削除をも経て審査に通過した映画の製作者らとしては、もはや、その上映公開が社会的に是認され、刑事上の処罰を受けることがない、許された行為と信じて疑わなかったとしても故なきものとはいいがたい。
- 被告人らは『黒い雪』を映倫の審査に付し、配給部長は審査員の勧告に応じて一部修正、削除して審査の通過に協力し、『黒い雪』は映倫の審査を通過したもので、被告人ら『黒い雪』の公開関係者は、審査の通過によって、『黒い雪』の上映が刑法上のわいせつ性を帯びるなどとは全く予想せず、社会的に是認され、法律上許容されたものと信じて公然と上映したことは明白で、映倫制度発足の趣旨、映倫に対する社会的評価、映倫の審査を受ける製作者その他の上映関係者の心情などの諸般の事情から、被告人らが、『黒い雪』の上映も刑法上のわいせつ性を有するものではなく、法律上許容されたものと信じたことには相当の理由があり、被告人らの犯意を認めるに足る証拠はない。

というものであった。
東京高等検察庁が上告を断念し、二審の東京高裁判決が確定判決となった。
刑法学上、犯罪の故意があるといえるには、違法性の意識ないしその可能性が必要かという議論がある。最高裁は、違法性の意識は不要とし、これが確定判例となっていた。しかし、黒い雪事件の東京高裁判決は、法律上許されたと信じるにつき「相当の理由」があったとして、違法性の意識の可能性必要説を採用したと見られる。下級審において違法性の意識の可能性必要説を採用した裁判が相次いだが、この判決はそのような裁判例の最初の例とされている。